# Vigelandsanlegget

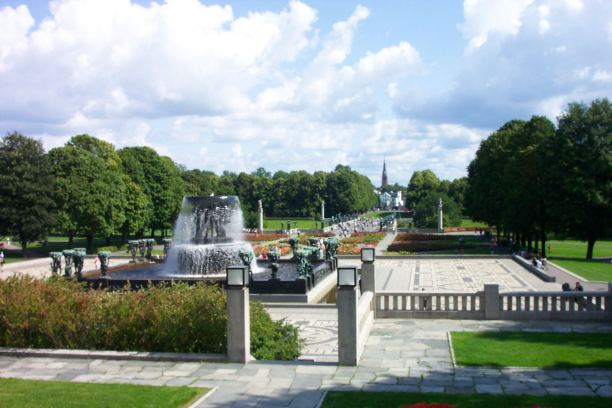
Vigelandsanlegget.

Vigelandsanlegget (Vigelandsanläggningen) är namnet på skulpturerna av Gustav Vigeland i Frognerparken i Oslo, Norge. Där finns mer än 200 skulpturer gjorda av granit, brons och smidesjärn. De allra flesta föreställer människor i olika åldrar och stadier av livet. Gustav Vigeland framställde själv alla skulpturer i full storlek i lera, men bronsgjutning och bildhuggning gjordes av andra personer efter hans förlagor.
Anläggningen är 850 meter lång och indelad i fem huvudsakliga delar: huvudingången, bron, fontänen, monoliten och livshjulet. Arbetet med Vigelandsanlegget påbörjades 1924 men det dröjde till omkring 1950, efter Vigelands död, innan anläggningen blev färdig. Även senare har skulpturer placerats ut. År 2002 placerades den senaste skulpturen ut. Det var Overrasket, skapad av Vigeland 1942 med Ruth Maier som modell, bara några månader innan Maier sändes till Auschwitz och dödades.

## Monoliten

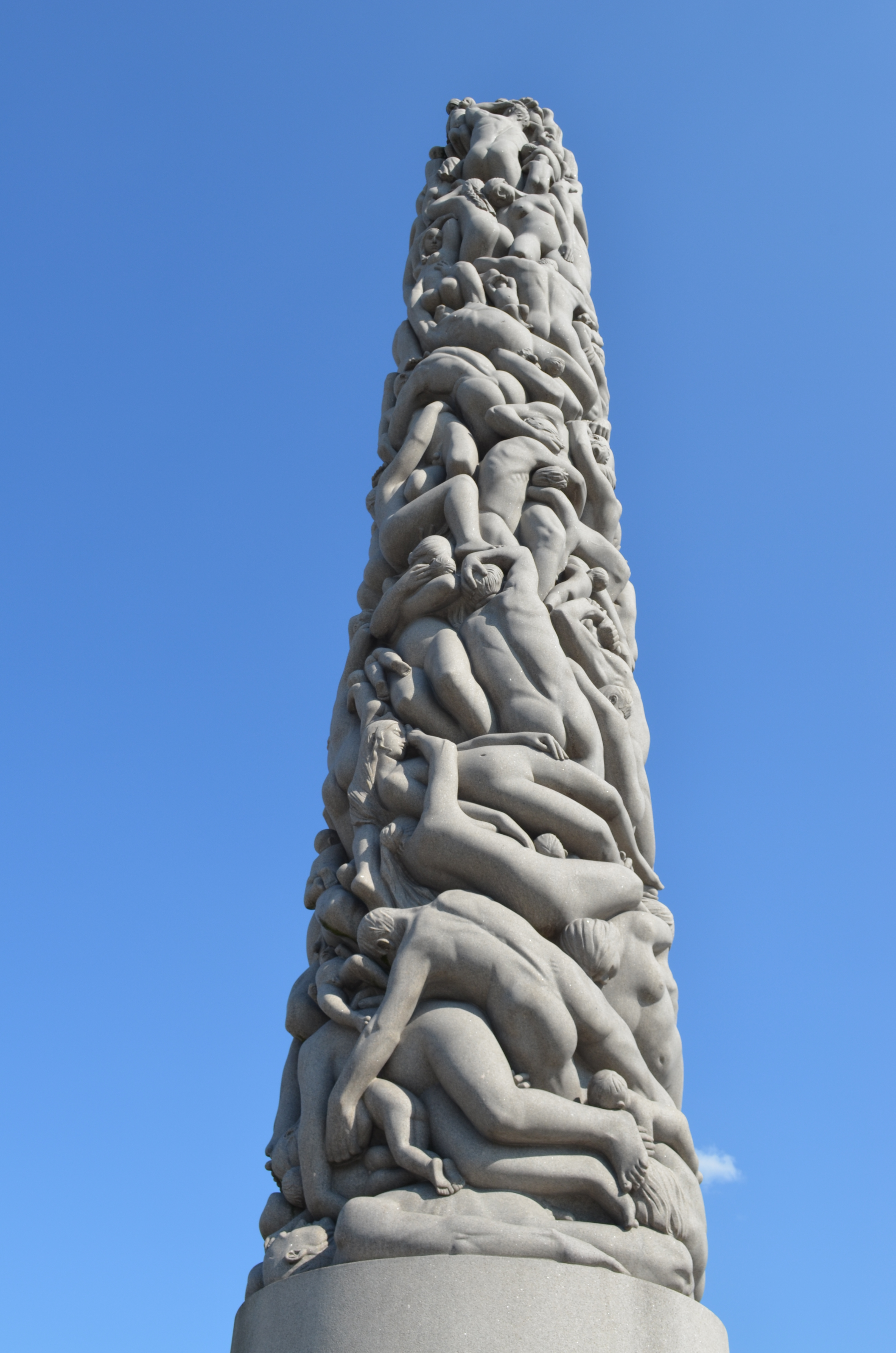
Monoliten

Monoliten är huggen ur ett enda granitblock. Den totala höjden är 17 meter och den visar 121 människor. Monoliten är placerad på en cirkulär avsats med trappor upp runt om. Längs trapporna finns 36 grupper av människostatyer. Det tog tre professionella stenhuggare 14 år att hugga ut monoliten.

## Bildgalleri

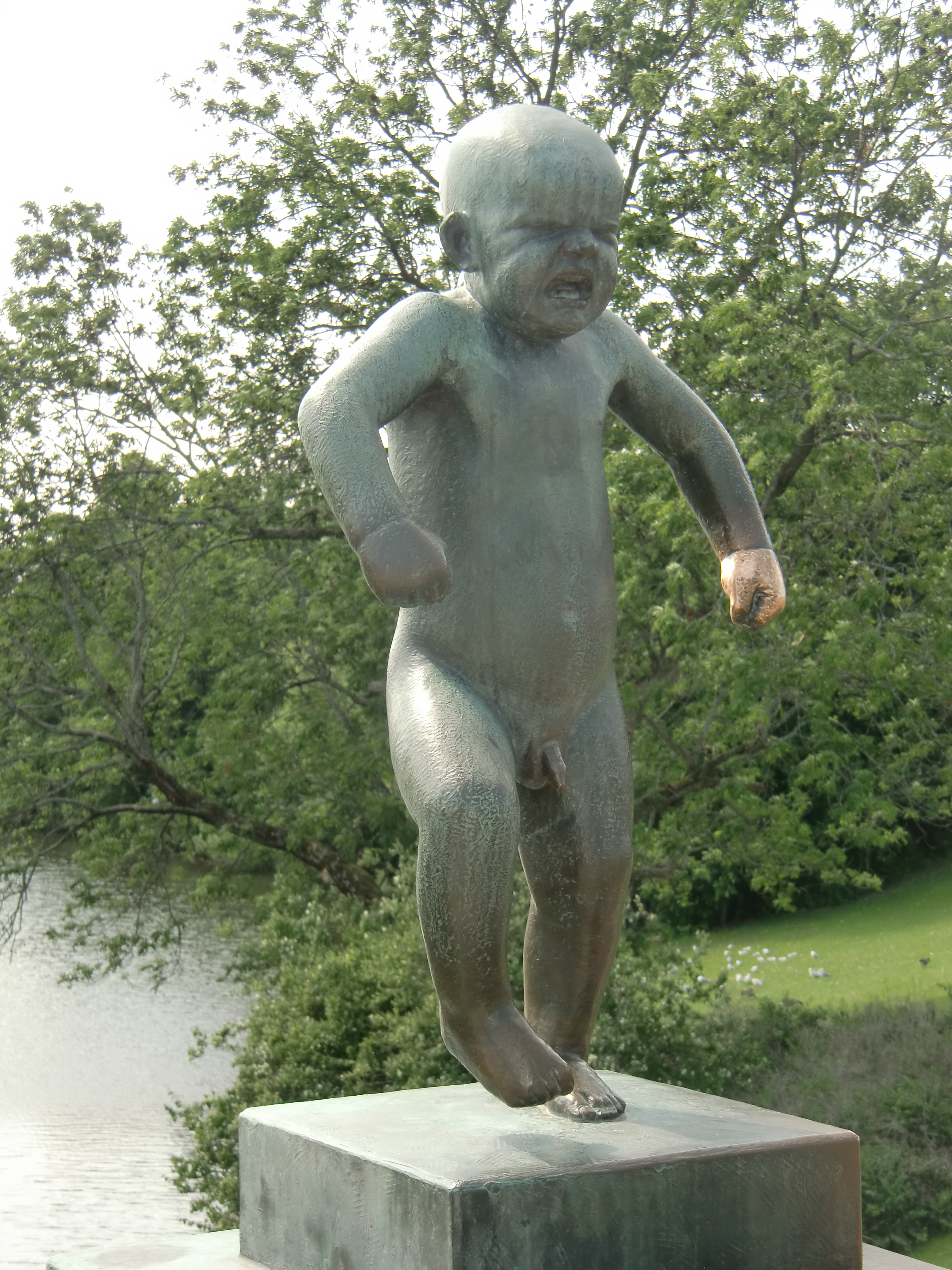
Sinnataggen, den arga pojken
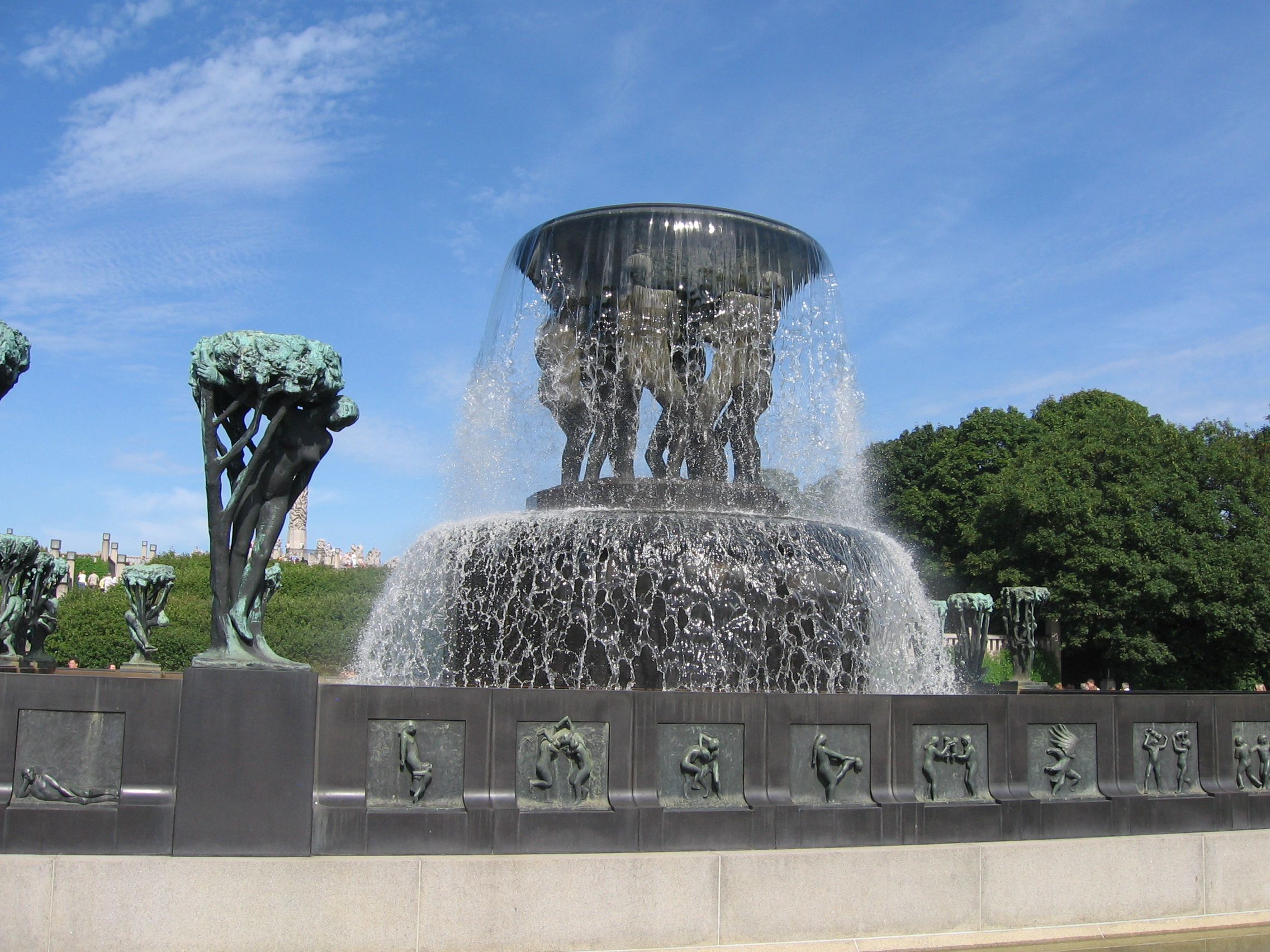
Fontänen lyfts av en grupp människor
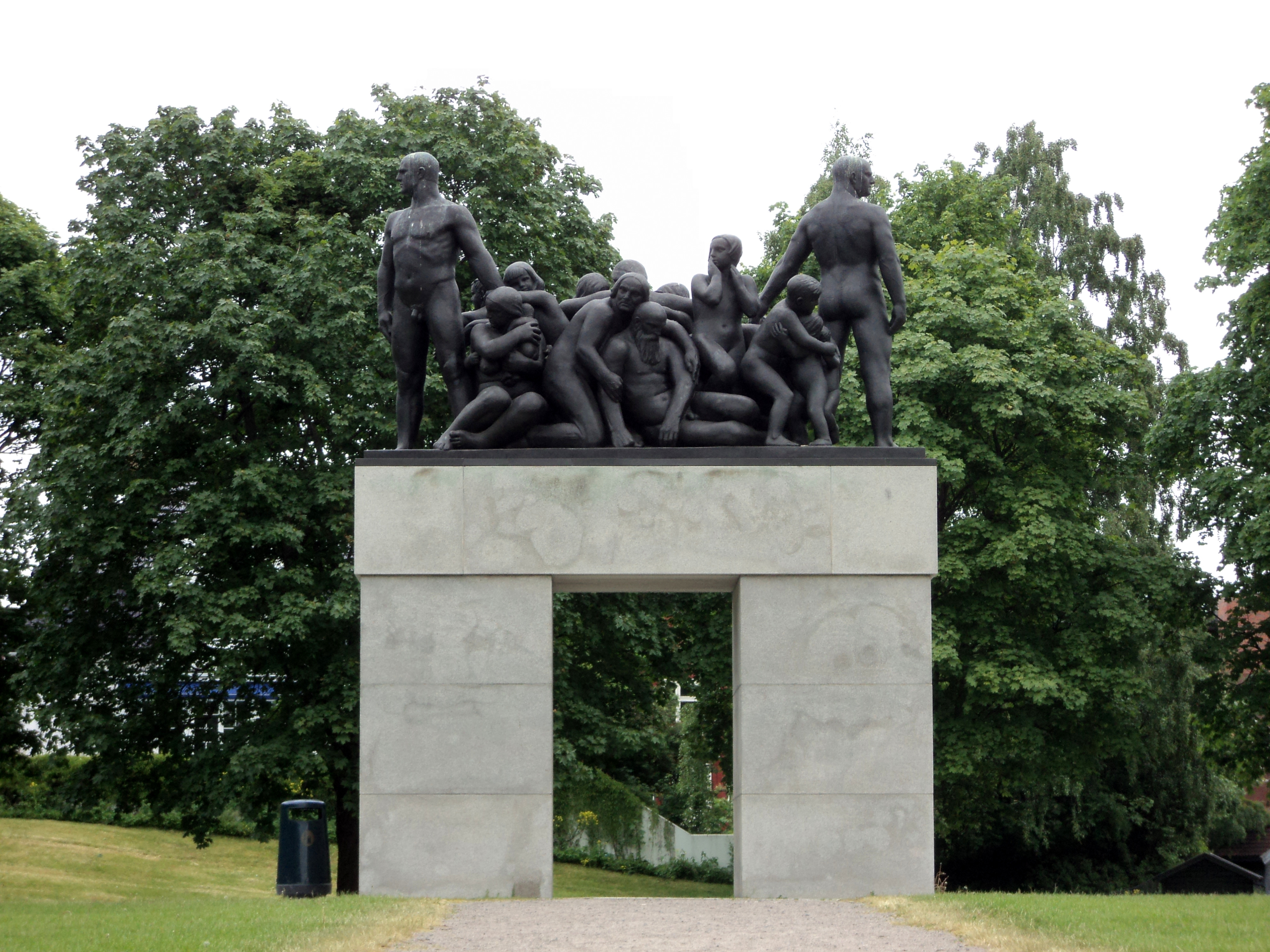
Släktet
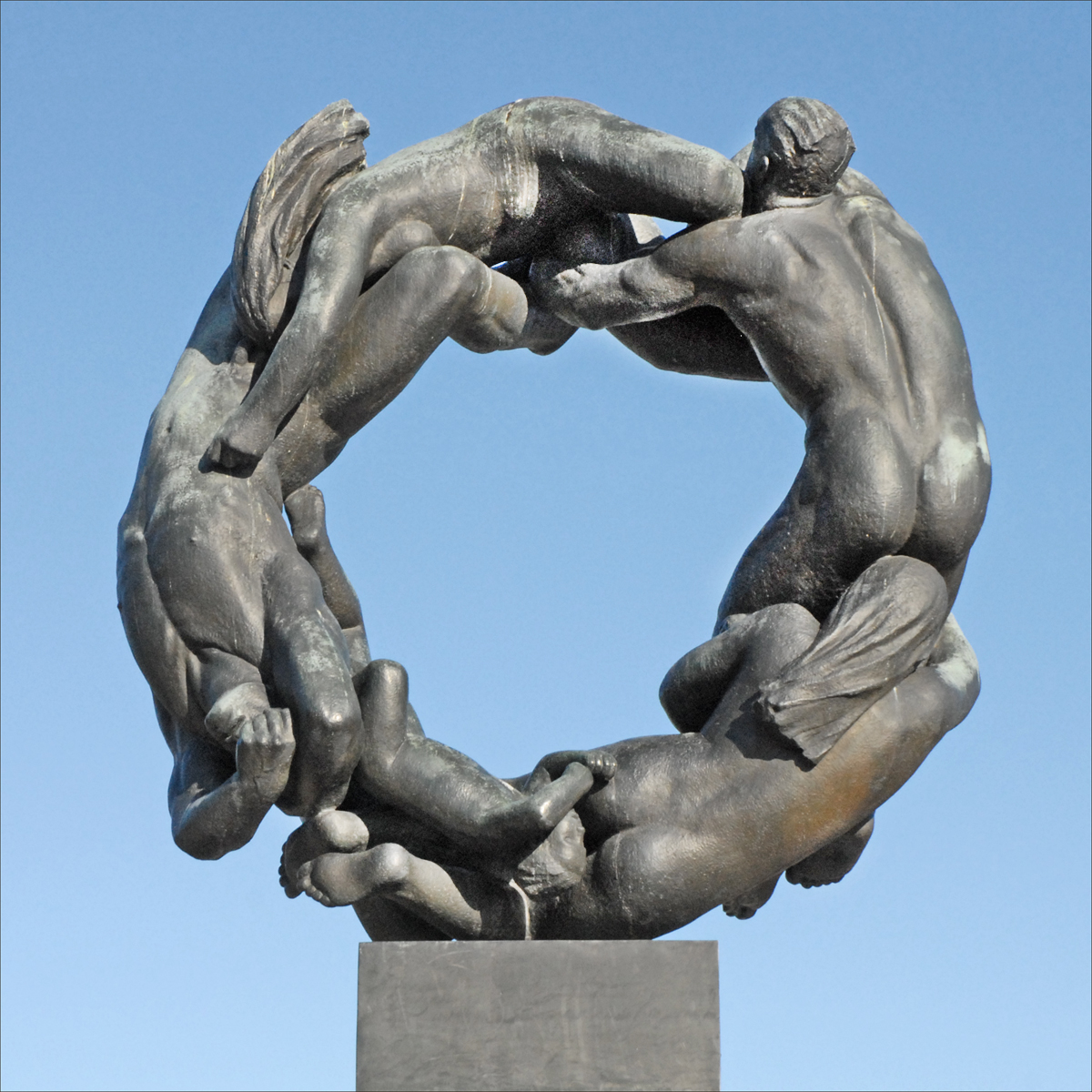
Livets hjul

### Fotnoter
1. ↑  ”Arkiverade kopian”. Arkiverad från originalet den 15 januari 2008. https://web.archive.org/web/20080115103927/http://www.aftenposten.no/amagasinet/article2042118.ece. Läst 20 januari 2008. Aftenposten om Ruth Maier, Norges «Anne Frank»
2. ↑  http://www.vigeland.museum.no/no/vigelandsparken/andre-skulpturer Arkiverad 2 oktober 2012 hämtat från the Wayback Machine. lest 3.september 2012
3. ↑  NRK P2 7.august 2002 (lest på nett 3.september 2012)
4. ↑  ”Dei skjulte steinhoggarane”. https://www.nrk.no/kultur/xl/i-skuggen-av-gustav-vigeland-brukte-tre-steinhoggarar-14-ar-pa-monolitten-1.15940146. Läst 3 juli 2022. NRK om arbetet med monoliten